# Pelejte
Pelejte (szlovákul: Plechotice) község Szlovákiában, a Kassai kerület Tőketerebesi járásában.

## Fekvése
Tőketerebestől 6 km-re, nyugatra fekszik.

## Története
A település területe a régészeti leletek tanúsága szerint már a 9.–10. században lakott volt.
Írásos dokumentumban 1324-ben említik először, mint Márton fia János birtokát. A Pelejtei egyházközség egyike a legrégebbieknek Zemplénben. Szent János evangélistának szentelt templomát és plébániáját 1332-ben említik „Poloste”, illetve „Pellechte” alakban. 1347-ben „Pelehtha” a neve. 1441-ben 12 lakott ház állt a faluban. 1447-ben „Pelechte” néven szerepel. Plébániája a 16. század közepéig, a reformáció elterjedéséig működött. Birtokosai kezdetben helyi nemesek voltak, majd a 16. századtól különböző nemesi családoké. A 17. század elején a tőketerebesi uradalom része. 1601-ben 4 lakott és 17 lakatlan jobbágytelke volt. 1715-ben a lakott házak száma nyolc. 1787-ben 70 házában 620 lakos élt.
A 18. század végén Vályi András így ír róla: „PELEJTE. Plehocsicze. Tót falu Zemplén Vármegyében, földes Urai több Uraságok, lakosai külömbfélék, fekszik Kis Ruszkához 1/4 mértföldnyire n. k. é. Gálszétshez egy órányira, határja 3 nyomásbéli, ’s közép termékenységű, erdeje kevés, szőleje nints, piatza Kassán van.”
A 19. században az Ocskayaké és másoké. 1828-ban 97 háza és 704 lakosa volt. 1831-ben lakói részt vettek a koleralázadásban.
Fényes Elek 1851-ben kiadott geográfiai szótárában így ír a faluról: „Pelejthe, tót falu, Zemplén vgyében, ut. p. Vécséhez 1 mfdnyire: 324 romai, 56 görög kath., 55 ref., 69 zsidó lak. Kath. paroch. templom. Szántófölde 2680 hold. Erdő. F. u. Ocskay, Szepesy, Kolosy s m.”
Borovszky Samu monográfiasorozatának Zemplén vármegyét tárgyaló része szerint: „Pelejte, kisközség 49 házzal és 831, nagyobbára tótajkú s róm. kath. vallású lakossal. Saját postája van, távírója és a vasúti állomása Upor. A Pelejthey család ősi fészke. 1347-ben már ők a földesurai, de 1414-ben az Azaryak is. 1429-ben Miglészi Mártont, 1437-ben pedig Pike Istvánt, 1499-ben Ragályi Balázst iktatják némely részeibe. 1565-ben Perényi Gábor, 1581-ben Possay Ferencz s 1590-ben Gerenczey István is kapnak itt jobbágytelkeket. 1598-ban 12 birtokosa van; ezek: Berzeviczy Miklós, Azary István és Péter, Tussay Sándor, Várkonyi János, Possay István, Zobos András, Béczy István, Bessenyey István, Pelejthey Gáspár, Homonnai György és Rákóczy Ferencz. 1637-ben Drugeth György új adományt kap a maga birtokrészére. 1774-ben Keresztesy Imre, Komáromy Lajos, Baczonyi Kálmán, Kácsándy László, Sigmond György, továbbá a Cserépy, Ocskay, Szepessy, Görgey, Bernáth, Fekete, Zsádny, Anday, Szatmáry, Palásthy, Ecsedy, Török, Máriássy, Kolosy, Huttka, Ráday, Sztankóczy és Péterffy családok a földesurai. Most Boronkay Lászlónénak van itt nagyobb birtoka s úrilaka, mely utóbbit a Komáromyak építtették. Innen veszi előnevét a Polyák család. 1663-ban a pestis s 1831-ben a kolera pusztította lakosait. A róm. kath. templom építési ideje ismeretlen. Ide tartozik Andrássy-major is.”
1900 és 1910 között számos lakosa kivándorolt a tengerentúlra. 1920-ig Zemplén vármegye Gálszécsi járásához tartozott.

## Népessége
| Év:            | 1994. | 2004.   | 2014.   | 2024.   |
| -------------- | ----- | ------- | ------- | ------- |
| Emberek száma: | 752   | 781     | 788     | 727     |
| Eltérés:       |       | +3,85 % | +0,89 % | -7,74 % |

| Év:            | 2023. | 2024.   |
| -------------- | ----- | ------- |
| Emberek száma: | 728   | 727     |
| Eltérés:       |       | -0,13 % |

1880-ban 715 lakosából 617 szlovák és 60 magyar anyanyelvű volt.
1890-ben 696-an lakták, ebből 585 szlovák és 84 magyar anyanyelvű.
1900-ban 832 lakosából 749 szlovák és 69 magyar anyanyelvű volt.
1910-ben 681-en lakták: 443 szlovák és 220 magyar anyanyelvű.
1921-ben 635 lakosából 408 csehszlovák és 55 magyar.
1930-ban 737-en lakták, ebből 635 csehszlovák és 20 magyar.
1991-ben 791 lakosából 788 szlovák és 1 magyar volt.
2001-ben 790 lakosából 783 szlovák és 1 magyar volt.
2011-ben 795 lakosából 764 szlovák és 1 magyar.

## Neves személyek
- Itt hunyt el 1955-ben Dzurányi László újságíró, szerkesztő, politikus.

## Nevezetességei
- A Szentháromság tiszteletére szentelt, római katolikus templomát a 18. század első felében kezdték építeni, 1771-ben szentelték fel.
- Klasszicista kúriája a 19. század közepén épült.